# عبد الجبار محمد جرجيس
عبد الجبار محمد جرجيس، كاتب ومؤرخ تراثي من الموصل.

## حياته ودراسته
ولد في مدينة الموصل سنة 1942م في محلة (الجولاق) الأوس حالياً، وتلقى تعليمه فيها، درس في مدرسة ابي تمام الإبتدائية سنة 1950م، ودخل متوسطة الحدباء سنة 1956م، وتخرج منها 1960م، ودرس في الإعدادية الغربية وتخرج منها 1962- 1963م. ثم واصل دراسته في معهد إعداد المعلمين في الموصل وتخرج منه سنة 1964- 1965م وحصل على شهادة الدبلوم العالي في التعليم.
شارك بدورة إعداد إمناء المكتبات في بغداد عام 1964م، وشارك في خمسة مؤتمرات لاتحاد المكتبيين العراقيين، ألّف العديد من الكتب والمقالات في التراث الشعبي.

## أعماله الأكاديمية
عين في المكتبة المركزية في الموصل بتاريخ 1960/12/31م، وتدرج فيها حتى أصبح مديراً للمكتبة ومديراً للمكتبات العامة من سنة 1977م إلى نهاية 1992م.
أصبح مدير للأوقاف والشؤون الدينية في نينوى من 1993- النصف الأول من 1997م.
أصبح اميناً لمكتبة الأوقاف المركزية لسنة واحدة إلى نهاية 1997م.
كان مديراً للمكتبة المركزية العامة في الموصل من 1997- 2002م.
أصبح مديراً لاملاك الإدارة المحلية في الموصل للفترة من 2000- 2003م.
احيل إلى التقاعد في النصف الأخير من سنة 2005م.

### مؤلفاته[3]
- الفهرسة والتصنيف في المكتبة العامة، طبع رونيو 1974.
- دليل الموصل العام، مطبعة الجمهورية بالموصل 1975.
- دليل الموصل السياحي بالمشاركة، مطبعة الجامعة 1975.
- دليل المكتبة العامة المركزية في الموصل، مطبعة الجامعة 1980.
- دليل الموصل العام، بالمشاركة مع الدكتور احمد قاسم الجمعة وحازم عبد الحميد 1980.
- مهرجان الربيع في الموصل، مطبعة الجامعة 1981.
- حصار الموصل من ملاحم البطولة، مطبعة الجامعة 1982.
- الموصل زهرة الربيع، مطبعة الجامعة 1984.
- نينوى في عامين، مطبعة الجامعة 1986.
- نينوى بين الماضي والحاضر، بالمشاركة مع الاستاذ الدكتور ابراهيم خليل العلاف والدكتور احمد قاسم الجمعة وآخرين، مطبعة الجامعة 1986.
- الدليل المرشد للجرائد الموصلية للفترة من 1885 – 2005.
- مراسيم الألبسة الشعبية في الموصل، إصدار مكتب علاء 2005.
- دليل نينوى مدينة الانبياء منذ تأسيسها حتي سنة 2002، طباعة مكتب كاردينيا في الموصل 2009.
- موسوعة علماء الموصل ج1، إصدار مكتب كاردينيا 2010.
- موسوعة علماء الموصل ج2، إصدار مكتب كاردينيا 2011.
- لمحة عن الألعاب الشعبية في الموصل، إصدار مكتب كاردينيا 2011.
- الصراع العثماني الإيراني وحصار الموصل 1156هـ – 1743 هـ.

الباحث عبد الجبار محمد لم يكتف بجهوده في إصدار الكتب وكتابة المقالات بل كان له الحضور الجميل المؤثر والفاعل في العديد من الندوات والحلقات الدراسية والمؤتمرات البحثية -اكاديمية وغير اكاديمية- في الموصل وبغداد، وقد حظي لجهوده الوظيفية والبحثية على العديد من كتب الشكر والتقدير وعلى دروع الإبداع مع شهادات تقديرية من أكثر من مؤسسة علمية وثقافية، وليس من السهل الإحاطة بالمنجز التراثي الشعبي للباحث فهو قد عالج وكتب في غالبية موضوعات التراث الا من ندرة نادرة، فهو قد كتب عن فن البناء والعمارة في الموصل وعن الزخرفة والريازة في هذا البناء، وعن علماء الدين، قُدامى ومحدثين، وعن قراء القرآن الكريم، وعن قراء الموالد والمقامات، الأغاني الشعبية بكافة الوانها (الرصينة والساخرة)، المآتم والعادات، اغاني البناء والعمل، اغاني الزرع والحصاد، اغاني الأطفال المجردة أو المصاحبة لألعاب الأطفال، اغاني الأمهات والجدات لهدهدة الأطفال وتنويمهم، اغاني ترقيص الأطفال، اغاني الصراع الأزلي بين الحماة والكنة، الأسواق، بحث في ازقّة الموصل ودروبها الحلزونية، عن المساجد والجوامع ومقامات الأولياء والكنائس والأديرة.

## عضويات
• عضو جمعية المكتبيين العراقيين – بغداد 1974 .
• عضو جمعية الخدمات الاجتماعية في الموصل 1992 .
• عضو اتحاد الأدباء والكتاب العراقيين منذ 1989 .
• عضو نقابة الصحفيين العراقيين منذ سنة 2003 م.
• عضو هيئة تحرير جريدة صدى الموصل، جريدة التواصل، جريدة صدى العراق وجرائد أخرى.

## تكريمات
- منح ميدالية التعداد السكاني لسنة 1977 م، من وزارة التخطيط في 17/10/1977، كونه كان مديرا لقطاع محلة باب النبي في تلك السنة.
- منح درع المحافظة بمناسبة احتفالية مرور (250) سنة على حصار الموصل في 12 / 4 / 1978 م.
- منح درع الثقافة والإبداع من الفضائية الموصلية سنة 2010 م.
- كرمته جامعة الموصل بدرع الإبداع مع شهادة تقديرية سنة 2012 م.
- كرمته نقابة الصحفيين فرع نينوى بشهادة درع الإبداع الصحفي سنة 2013م.
- كرمته مديرية الوقف السني باحتفال خاص في المديرية بشهادة درع الإبداع والتميز لجهوده الثقافية والتراثية في المدينة.
- ذكرت ترجمته الشخصية في موسوعة اعلام الموصل للقرن العشرين، للدكتور عمر الطالب سنة 2010م.
- ذكرت ترجمته الشخصية في كتاب اعلام وعلماء العراق الجزء الثاني لسنة 2012م لمؤلفه حميد المطبعي.
- تم تكريمه من البيت الثقافي في نينوى التابع لوزارة الثقافة في سنة 2013م.

## وفاته
ودعت مدينة الموصل في ثاني أيام عيد الأضحى المبارك 2021/7/21م الباحث والكاتب والمؤرخ الموصلي، عبد الجبار محمد جرجيس بعد تعرضه لجلطة دماغية ادت إلى وفاته.